# Ramón Ernesto Cruz

Ramón Ernesto Cruz

Ramón Ernesto Cruz Uclés (* 4. Januar 1903 in San Juan de Flores; † 6. August 1985 in Tegucigalpa) war vom 7. Juni 1971 bis 4. Dezember 1972 Präsident von Honduras.
Nach seinem Schulbesuch in San Juan de Flores ging Cruz nach Tegucigalpa, um dort seine Ausbildung abzuschließen. In den Jahren 1921/22 ließ er sich zum Lehrer ausbilden und erhielt eine Stelle an der Escuela de Varones de San Juancito im Departamento Francisco Morazán.
Cruz promovierte in Naturwissenschaften und Recht an der Nationalen Autonomen Universität von Honduras und war von 1949 bis 1964 Mitglied des obersten Gerichts von Honduras. Darüber hinaus war er auch Mitglied am Internationalen Gerichtshof in Den Haag.
Bereits 1963 war Cruz Präsidentschaftskandidat der Partido Nacional de Honduras (PN), es kam jedoch General Oswaldo López Arellano an die Macht. López ließ jedoch im April 1971 weitere Wahlen zu, aus denen Cruz als Sieger hervorging. Nach 18 Monaten im Amt wurde er durch einen Putsch abgesetzt, welcher von López angeführt wurde.
| Vorgänger              | Amt                              | Nachfolger             |
| ---------------------- | -------------------------------- | ---------------------- |
| Oswaldo López Arellano | Präsident von Honduras 1971–1972 | Oswaldo López Arellano |

| Personendaten    | Personendaten                                  |
| ---------------- | ---------------------------------------------- |
| NAME             | Cruz, Ramón Ernesto                            |
| ALTERNATIVNAMEN  | Cruz Uclés, Ramón Ernesto (vollständiger Name) |
| KURZBESCHREIBUNG | honduranischer Politiker                       |
| GEBURTSDATUM     | 4. Januar 1903                                 |
| GEBURTSORT       | San Juan de Flores                             |
| STERBEDATUM      | 6. August 1985                                 |
| STERBEORT        | Tegucigalpa                                    |